# Good Job!
《Good Job!》是一款由Paladin Studios開發，並由任天堂發行於任天堂Switch平台的益智動作遊戲，本作於2020年3月26日在任天堂eShop上發售數位版。該遊戲由玩家控制著一家大型公司老闆的兒子，在接受各樣工作挑戰中完成辦公任務，以提升公司等級。透過Joy-Con可以切換2人遊玩的模式。

## 玩法
玩家操作遊戲角色，以各式不尋常的方式來完成辦公任務。例如使用彈弓將物體砸破牆壁，或者使用堆高機將員工從一個地方搬運至另一個地方。遊戲中分為多個關卡，其中隨著關卡的完成能使玩家角色提升公司的等級。每個關卡會根據完成時間和各式任務為玩家評分。

## 開發
2017年，任天堂團隊參訪了位於荷蘭海牙的Paladin Studios，同時進一步與當地製作團隊討論了相關的合作項目。任天堂要求Paladin Studios開發一款實驗性質的遊戲，為本作的開發打下了基礎。經過兩家公司的討論後，同意將原先的未完成品打磨成完整的遊戲，進而開始完整的遊戲開發工作。
2020年3月26日，任天堂於當日公開的迷你直面會「Nintendo Direct mini 2020.3.26」上正式公開本作，並於同日在全球發售數位版。